# Nhà thờ Thánh Jeanne d'Arc
Nhà thờ Thánh Jeanne d'Arc (phát âm là "Nhà thờ Thánh Giăng-đắc", tên thường gọi: Nhà thờ Ngã Sáu) là một nhà thờ Công giáo tại Thành phố Hồ Chí Minh. Nhà thờ này tọa lạc tại số 169A đường Hùng Vương, phường An Đông, Thành phố Hồ Chí Minh xây từ năm 1922 và hoàn thành vào tháng 5 năm 1928, mang tên Thánh Jeanne d'Arc, cũng là thánh bổn mạng nhà thờ. Nhà thờ có phong cách Kiến trúc Romanesque, được xây trên khu nghĩa trang Hoa kiều.

## Lịch sử

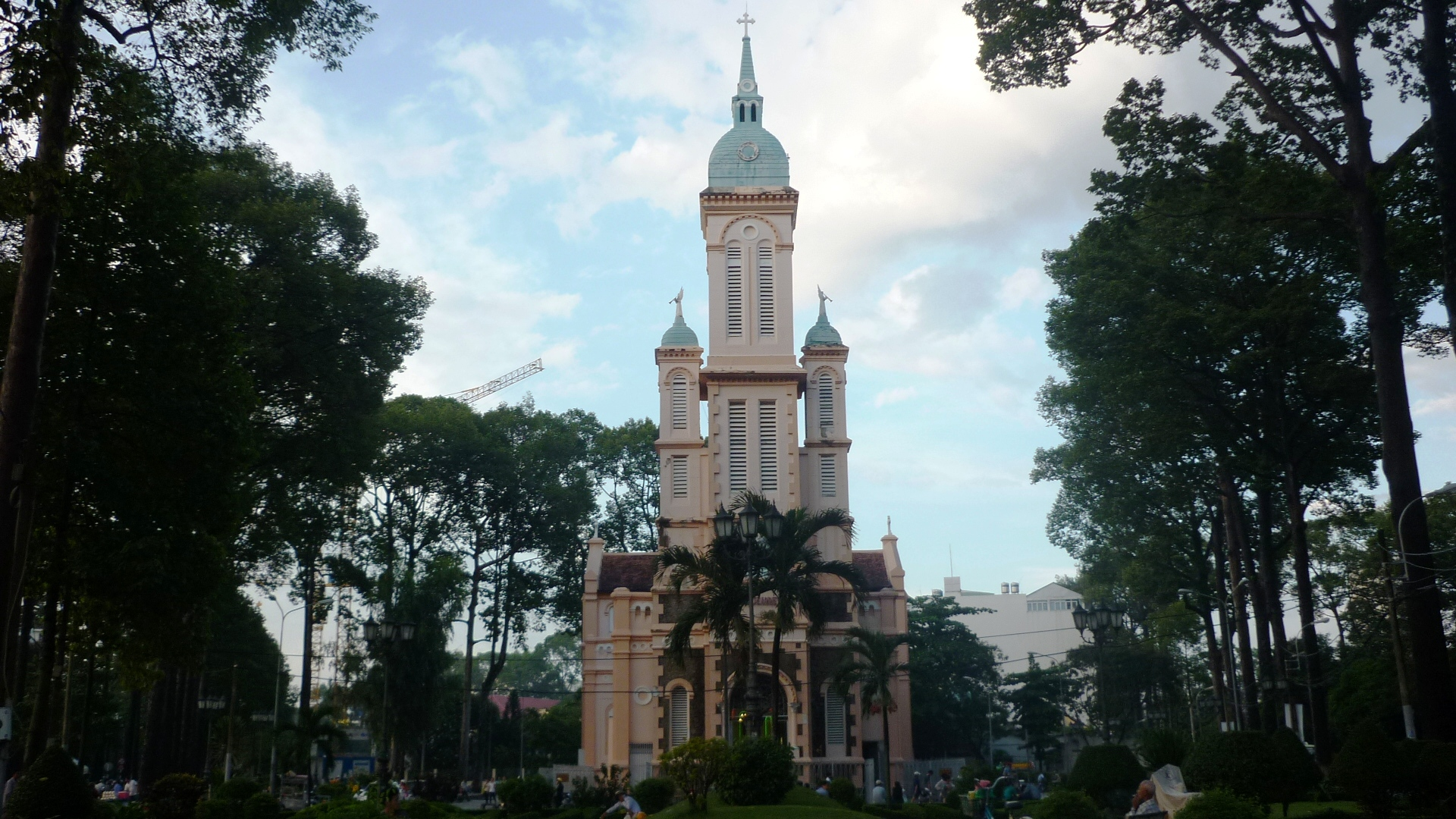
Nhà thờ Thánh Jeanne d'Arc

Trước năm 1865, giáo dân gốc Hoa ở Sài Gòn còn thưa thớt, chưa có nhà thờ riêng nên họ thường đi lễ ở Nhà thờ Chợ Quán. Đến năm 1865, linh mục Philippe thuộc Hội Thừa sai Paris từ Trung Quốc sang Chợ Lớn thấy cộng đồng giáo dân người Hoa ngày càng đông nên đã xây một ngôi thánh đường tại đường Phùng Hưng. Nhà thờ mang tên Tổng Lãnh Thiên thần Micae.
Năm 1919, linh mục Gioan Baotixita Huỳnh Tịnh Hướng về cai quản nhà thờ Micae. Vì nhà thờ đã xuống cấp và hư hỏng nặng, ông quyết định chọn một địa điểm khác rộng rãi hơn để cất một ngôi thánh đường mới với tên gọi Jeanne d'Arc. Lô đất ông mua nằm trong khu vực nghĩa địa của người Hoa, mà người Pháp gọi là Plaine Des Tombeaux Saigon (cánh đồng mả Sài Gòn). Linh mục Hướng mua khu đất này với lý do chính là giá rẻ vì là đất nghĩa địa và lúc đó các giáo xứ không có nhiều tiền. Sau này khi nghĩa địa được giải tỏa, ba con đường Nguyễn Tri Phương, Ngô Gia Tự, Nguyễn Chí Thanh đan chéo nhau vây quanh nhà thờ như một bông hoa sáu cánh, cho nên người dân thường gọi là "nhà thờ Ngã Sáu". Nhà thờ khởi công xây năm 1922, khánh thành vào tháng 5 năm 1928.
Năm 1989, linh mục Antôn Huỳnh Thủ Hơn về kế nhiệm, ông rất ngạc nhiên khi thấy nhà thờ không có tượng thánh quan thầy và càng ngạc nhiên hơn khi phát hiện ra pho tượng thánh Jeanne d'Arc khi bị hỏa thiêu được cất trong nhà kho. Ông quyết định mang pho tượng lên đặt ở cung thánh, cho sơn màu đỏ nơi khắc ngọn lửa cháy dưới chân thánh Jeanne d'Arc.

Đến năm 2005, linh mục Philipphê Trần Tấn Bình ở Tây Ninh đến thăm nhà thờ và ngỏ ý muốn tặng một pho tượng mới về thánh Jeanne d'Arc. Pho tượng nữ thánh Jeanne d'Arc mới này mặc áo giáp, một tay cầm cờ, một tay cầm gươm. Linh mục Hơn đã quyết định đặt pho tượng mới ở cung thánh và đưa pho tượng cũ về đặt tại nhà xứ.

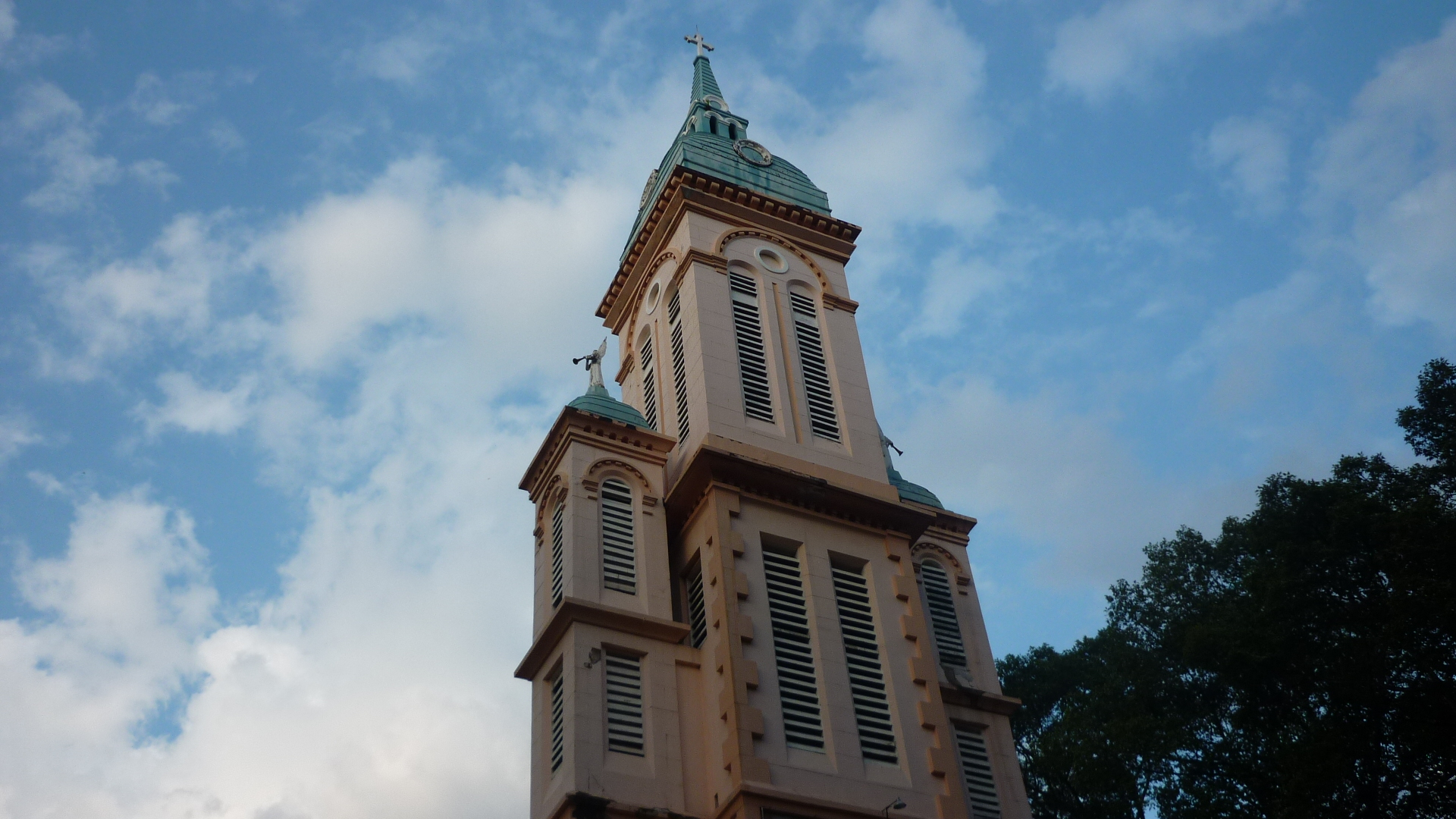
Tháp chuông của nhà thờ

## Kiến trúc
Về tổng thể, nhà thờ có phong cách kiến trúc Romanesque, tọa lạc trong một khu công viên. Mặt đứng chính nổi bật với phần tháp chuông phía trước, phía sau là dãy nhà làm lễ kéo dài, sảnh chính có dạng hình giật cấp, những đường kẻ chỉ, mảng cột màu vàng đậm được tôn lên trên mặt tường đá đen tạo nên một sự mạnh mẽ, vững chắc. Ngoài ra, ở hai bên tháp chuông chính còn có hai tháp phụ thấp và nhỏ hơn, phần phía trên của các tháp có những dãy lam gió theo hình chữ nhật đứng, tạo nên một độ rỗng cần thiết cho bề mặt công trình. Trên đỉnh của những tháp này là ba mái chóp cong màu xanh nổi bật trên toàn bộ một gam màu vàng bên dưới.
Mặt bên nhà thờ kéo dài, được phân chia theo từng nhịp cột, các cửa sổ cuốn vòm, các đường chỉ đơn giản, phần trên cùng của bề mặt tường được kết thúc bằng những gờ chỉ, dãy lan can đỉnh chạy dọc, mái dốc chính bên trên lùi sâu vào trong, ngay sát phía dưới mái là một dãy cửa sổ vòm cuốn đôi. Gần cuối dãy nhà là một khối và đầu hồi mái đưa ra, do mặt bằng bố trí theo hình thánh giá, phần đỉnh của thánh giá ở sau cùng là vị trí cung thánh, các phòng phụ trợ.
Nội thất sử dụng một gam vàng nhạt, màu sắc hài hòa giữa những chi tiết, hoa văn trang trí, tạo ra một độ sáng và thoáng cho công trình. Cung thánh được đặt ở vị trí cuối của không gian chính, trên một bục cao trên cùng là bàn lễ, bàn thờ Chúa; hai bên có tượng Đức Mẹ Maria và Thánh Giuse trên hai chiếc cột.

## Giờ phụng vụ tôn giáo
- Chúa nhật: 5 giờ - 7 giờ - 9 giờ  - 16 giờ - 18 giờ
- Ngày thường: 5 giờ  - 17 giờ 30.
- Thứ 6 đầu tháng: Kiệu Thánh Tâm Chúa Giê-su vào Thánh lễ chiều 17 giờ.
- Thứ 7 đầu tháng: buổi sáng có chầu từ 11 giờ  đến 12 giờ. Kiệu Đức Mẹ Maria vào Thánh lễ chiều 17 giờ.

Lễ Thánh Bổn mạng: 30 tháng 5 hàng năm.